# Хрест заслуги Буковинського Куреня
Хрест заслуги Буковинського Куреня — пам'ятна відзнака для учасників бойових дій з участю Буковинського Куреня, а також інших осіб, причетних до діяльності куреня

Лицева сторона Хреста заслуги Буковинського Куреня

Пам'ятник Героям Буковинського куреня (Чернівці, 1995)

## Заснування нагороди
Пам'ятна відзнака «Хрест заслуги Буковинського Куреня» заснована у 1986 році Командою Буковинського Куреня в 45-ліття його створення.

## Опис пам'ятної відзнаки
На лицьовому боці хреста викарбувано тризуб і напис «ОУН 1941–1945», на зворотньому боці — «Хрест заслуги Боєвикови Воїневи Буковинського Куреня».
Пам'ятна відзнака кріпиться на синьо-жовтій стрічці.

Зворотна сторона Хреста заслуги Буковинського Куреня

## Підстави нагородження
Хрестом заслуги нагороджуються учасники Буковинського Куреня, особи, які допомагали стрільцям Куреня у военні роки, а також особи, які брали участь у вшануванні пам'яті про Буковинський Курінь.